# القانون الارجنتيني 1420
هو قانون تعليم عام حدث في الأرجنتين لعام 1420 بمثابة قانون وطني بارز يفرض التعليم العام الإلزامي المجاني العلماني. وقد تم تمريره في عام 1884 أثناء إدارة الرئيس خوليو أرجنتينو روكا، بعد عدد من القوانين المماثلة ذات النطاق الإقليمي والاستنتاجات التي توصل إليها المؤتمر التعليمي في عام 1882.
كان التعليم غير الديني الذي صدر بموجب القانون مثيراً للجدال وتسبب في صراع بين الحكومة الأرجنتينية والكنيسة الكاثوليكية. وتحدث بابال نونسيو، لويس ماتيلا، ضد القانون. وردت الحكومة بأن Mattera حرة في الكشف عن أفكاره بشكل خاص ولكن ليس للتدخل في المسائل الحكومية. وحاول ماستا وقف وصول معلمي المدارس الذين تستأجرهم السلطات الأرجنتينية في الولايات المتحدة لتوجيه المؤسسات العلمانية العامة. كما جاءت معارضة القانون من خطب الكهنة، وصحف الكنيسة، ووثائق الأساقفة، والمظاهرات التي يدعمها رجال الدين. عندما أنشئت المدرسة الأولى العادية في قرطبة، استنكرت الكابيتول فيكار، وجيرونيمو كلارا، واستنكره الكهنة من المنابر باعتبارها لعنة. وقد ألقت السلطات الوطنية الأرجنتينية القبض على كلارا ووجهت إليه الاتهام.
وتحدثت «مادة» مع رئيس المدرسة وطلبت استيفاء عدد من الشروط، بما في ذلك تعليم الدين الكاثوليكي في المؤسسة. وقد نقلت هذه المتطلبات إلى حكومة المقاطعة، وبالتالي إلى السلطات الوطنية التي رفضتها بوصفها تدخلا من جانب وكيل أجنبي. وانتهت المادة إلى الاعتذار من خلال السماح لجواس روكا.